# Dinastia Lê anterior
La Dinastia Lê anterior (en vietnamita: Nhà Tiền Lê) va ser una dinastia de tres emperadors que van regnar al Vietnam, entre el 980 i el 1009. Van aconseguir repel·lir la invasió xinesa dels Song.
El sistema legal, religiós i administratiu que hi havia hagut durant el període Đinh va tenir continuïtat, i també es va mantenir "Dai Co Viet" com a nom del país i la capital a Hoa Lu. L'economia va prosperar, i es van construir importants carreteres i sistemes de regadiu.
Es coneix com a "Dinastia Lê anterior" per diferenciar-la de la "Dinastia Lê posterior", que governaria el país entre 1428 i 1788.

## Emperadors

### Lê Đại Hành Hoàng Đế (Lé Hoan)
L'octubre de 979, l'emperador Đinh Bộ Lĩnh i el príncep Đinh Liễn de Đại Cồ Việt van ser assassinats per un eunuc provocant un estat de malestar a tot Dai Viet i deixant com a hereu un nen de sis anys, el Đại Việt va entrar en una situació de desgovern. Els nous emperadors Song xinesos van veure-hi una oportunitat de recuperar el domini del país i l'any 980 van decidir d'enviar un exèrcit a conquerir-lo. Davant d'aquesta situació l'emperadriu mare del vietnam, Dương Vân Nga, va cedir el poder al general Lê Hoàn, que es va coronar emperador amb el nom de Lê Đại Hành Hoàng Đế. El príncep Ngô Nhật Khánh, exiliat a Txampa des de la seva derrota durant l'Anarquia dels Dotze Senyors, va animar el rei Txam Paramesvaravarman I a envair Đại Việt, però l'expedició fou aturada per un tifó.
Tot i que la flota vietnamita va ser derrotada el 981 a la segona batalla del riu Bach Dang, Lé Hoan va aconseguir aturar els xinesos per terra a la batalla de Chi Lăng. Finalment va aconseguir negociar una pau per la qual, a canvi de rendir homenatge i pagar tributs als emperadors de la Xina, Đại Việt es mantenia com un regne independent. L'octubre de 979, l'emperador Đinh Bộ Lĩnh i el príncep Đinh Liễn de Đại Cồ Việt van ser assassinats per un eunuc provocant un estat de malestar a tot Dai Viet, i el príncep Ngô Nhật Khánh, exiliat a Txampa des de la seva derrota durant l'Anarquia dels Dotze Senyors, va animar el rei Txam Paramesvaravarman I a envair Đại Việt, però l'expedició fou aturada per un tifó. El 982, Lê Hoàn el nou emperador de Đại Việt va comandar l'exèrcit i va assaltar Indrapura, que va ser destruïda, i Paramesvaravarman I va morir mentre la força invasora saquejava Indrapura enduent-se or, plata, objectes preciosos, dones del seguici del rei i fins i tot un monjo budista indi, abans de tornar al nord. El successor de Paramesvaravarman, Indravarman IV, es va refugiar al sud mentre demanava en va l'ajuda xinesa., i Txampa va esdevenir un estat vassall del Vietnam.

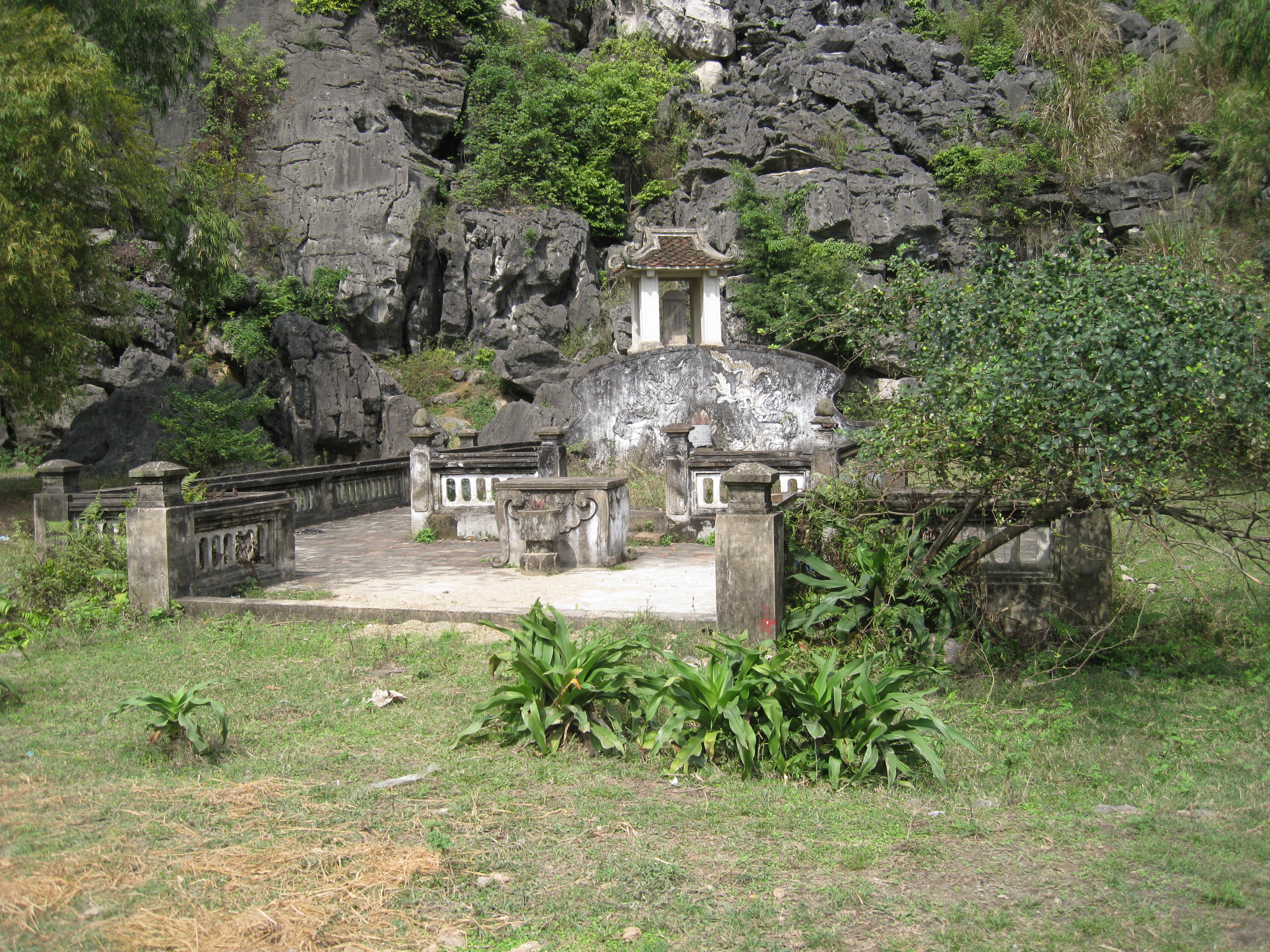
Tomba de Lé Hoan

Lé Hoan va morir l'any 1005, als 65 anys i després d'haver-ne regnat 25. Tal com havia passat amb Đinh Bộ Lĩnh a la dinastia anterior, al seu testament Lé Hoan va nomenar hereu a un fill petit, Lê Long Việt.

### Lê Trung Tông (Lê Long Việt)
Lê Long Việt, el tercer dels quatre fills de Lé Hoan, havia estat nomenat hereu pel seu pare. Però els seus tres germans (Lê Ngân Tích, Lê Long Kính, i Lê Long Đĩnh) van disputar-li el tron. Després de set mesos de lluita Le Long Viet va prevaldre, però el seu regnat momés va durar els tres dies van passar fins que el germà petit Lê Long Đĩnh el va assassinar.
Lê Ngân Tích va ser capturat mentre intentava fugir del país i decapitat. Lê Long Kính va desaparèixer i mai més se'n va saber res. Ja sense oposició, Lê Long Đĩnh va prendre el control del regne.

### Lê Ngọa Triều (Lê Long Đĩnh)
Lê Long Đĩnh va arribar al tron amb 20 anys, i va esdevenir un dels governants més brutals de la història del Vietnam. El seu regne del terror ha estat comparat amb els dels emperadors romans Cal·lígula i Neró per la seva crueltat i paranoia.
Segons els Annals del Đại Việt feia executar persones innocents, ordenant als botxins que els mutilesin lentament per poder contemplar-ne l'agonia. Posava presoners en gàbies a la costa perquè s'ofeguessin quan arribés la marea, i fins i tot ell mateix matava a cops els garrins o els gats abans que els cuiners els hi preparessin per menjar.
Com que patia d'hemorroides, sovint estava estirat a la cort. Això li va fer valer el sobrenom de "Lê Ngọa Triều" ("Ngọa" vol dir "jeure" i "Triều" és "cort").
Va morir jove, amb només 24 anys, i deixant un únic fill que encara era un nadó. La cort va estar d'acord en iniciar una nova era i nomenar un nou emperador sense vincles familiars amb la dinastia Lê. Es va escollir a Lý Công Uẩn, que va prendre el nom imperial de Lý Thái Tổ, instaurant la dinastia Lý.